# 斯巴達縣區 (伊利諾伊州蘭道夫縣)
斯巴達縣區（英語：Precincts (United States)）是位於美國伊利諾伊州蘭道夫縣的一個縣區。

## 地方資料
根據2010年美國人口普查的數據，斯巴達縣區的面積為126.70平方千米，當中陸地面積為125.60平方千米，而水域面積為1.10平方千米。當地共有人口5387人，而人口密度為每平方千米42.52人。